# Cumulonimbus calvus
Cumulonimbus calvus (Cb cal) (łac. łysy) – gatunek chmury Cumulonimbus, w której górnej części przynajmniej pewne wypukłości zaczynają zatracać zarysy chmur kłębiastych, lecz nie wykazują jeszcze cech chmur pierzastych. Wypukłości i części pączkujące wykazują tendencję do utworzenia białawego masywu o mniej lub bardziej pionowym prążkowaniu. Chmury te mogą szybko rozbudowywać się do znacznych wysokości, co jest spowodowane przez silną energię konwekcji w nich występującą. Często przekształcają się wtedy w chmury Cumulonimbus capillatus.
Cumulonimbus calvus wywołują intensywne, konwekcyjne opady deszczu lub śniegu, szkwały, znacznie rzadziej grad. Rzadko dają wyładowania atmosferyczne.
Chmury te są niebezpieczne dla samolotów, głównie ze względu na turbulencje i opady, szczególnie gradu.
Symbol klucza CL=3
przewidziany dla Cumulonimbus calvus.

## Galeria

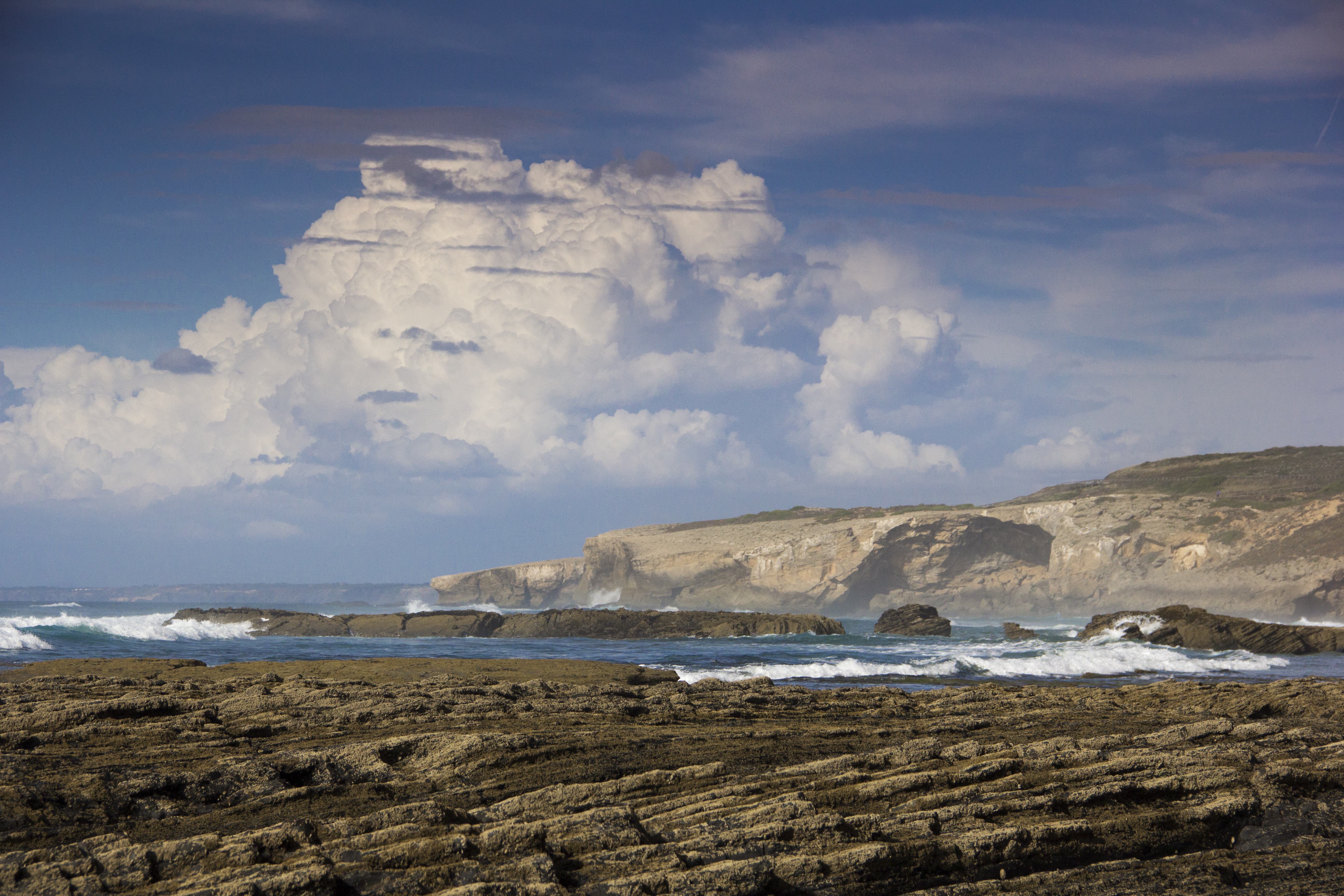
Cumulonimbus calvus
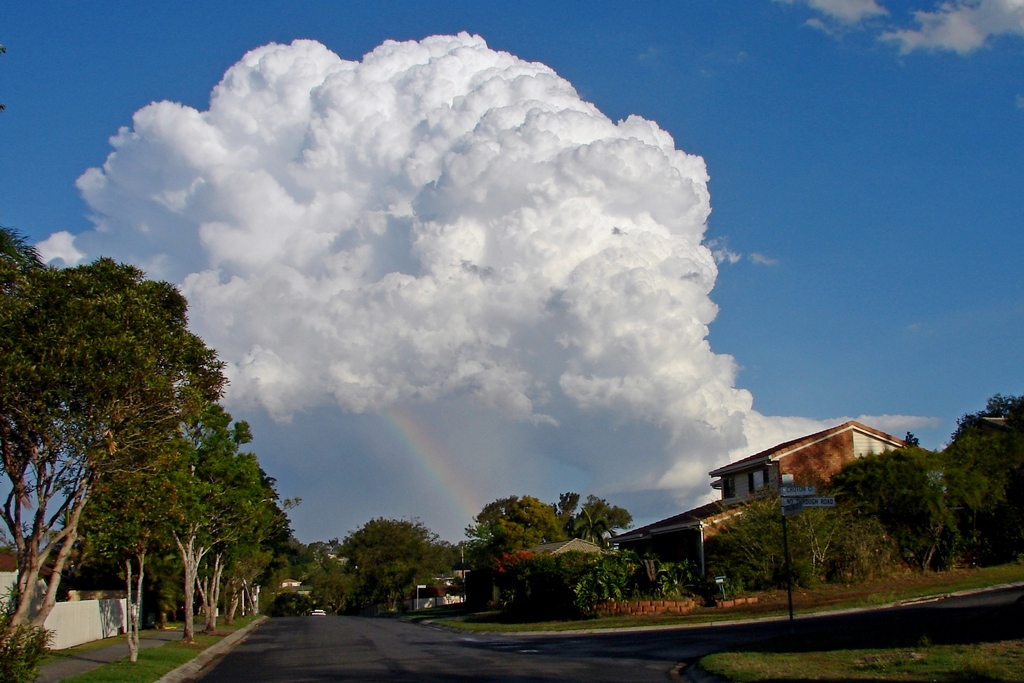
Cumulonimbus calvus z widocznymi smugami opadowymi praecipitatio i tęczą
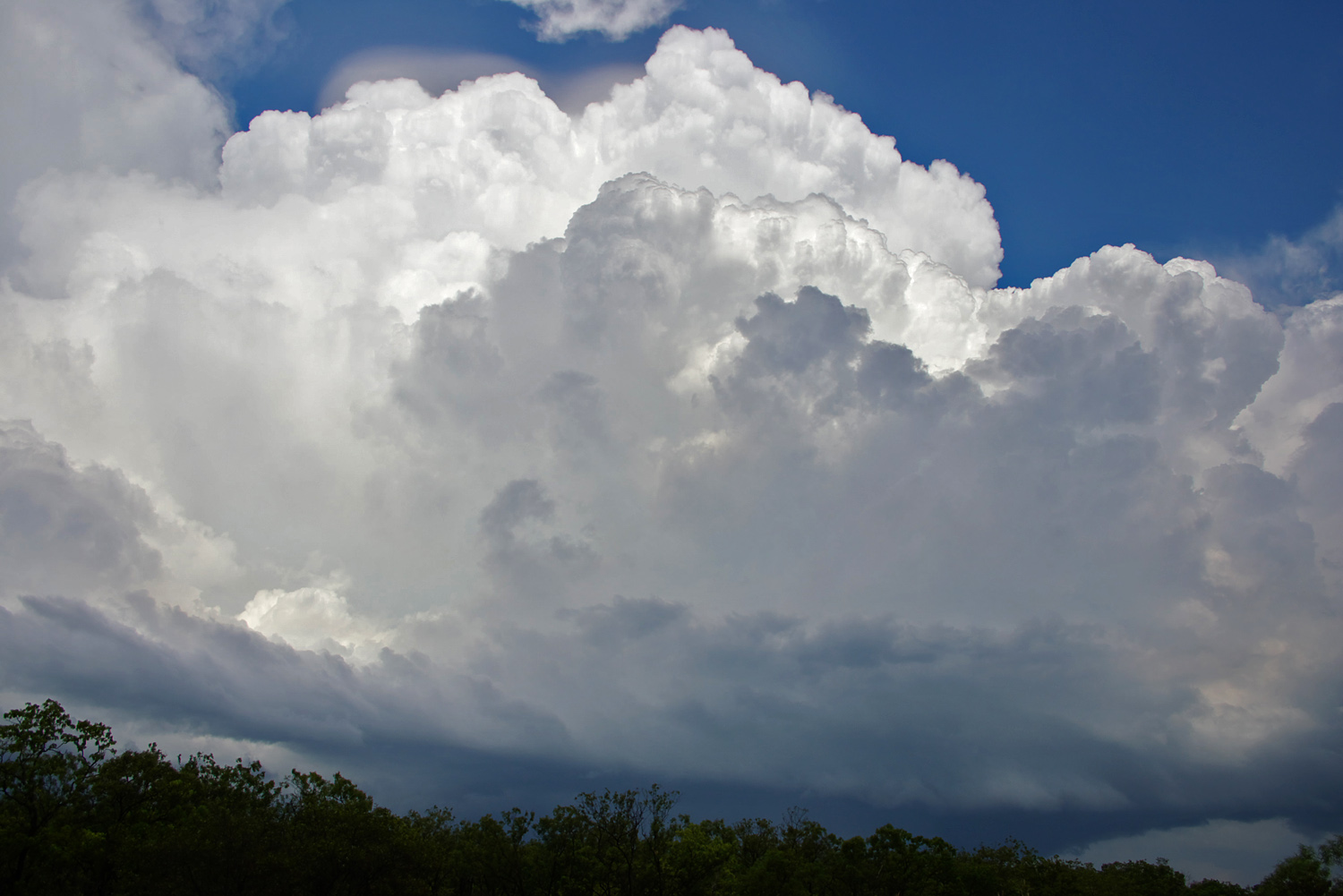
Cumulonimbus calvus z chmurą pileus widoczną nad jego wierzchołkiem
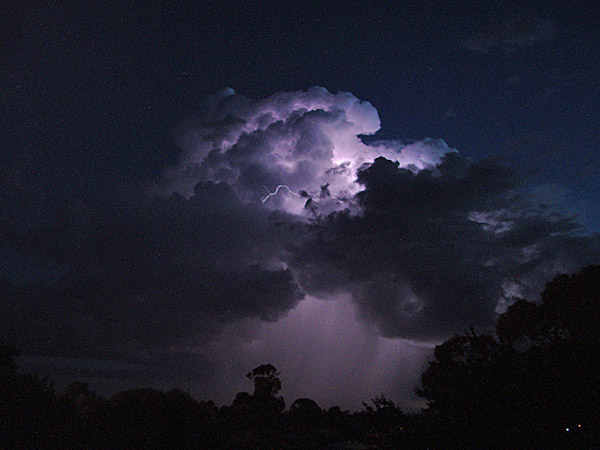
Wyładowanie atmosferyczne w chmurze Cumulonimbus calvus